# Necurs
Necurs — ботнет, впервые появившийся в 2012 году. Был создан для распространения вредоносных программ, в основном Locky и Dridex. Помимо них, по ботнету распространялся вирус RockLoader, созданный для загрузки программы-вымогателя Bart. Через привязанные к ботнету устройства по электронной почте распространялись все эти вредоносные программы. Всего ботнет заразил более 9 миллионов компьютеров.
1 июня 2016 года ботнет, вероятно, отключился, прекратив контроль над компьютерами. Помимо этого, его взламывали как минимум 2 раза в 2016 году, первый раз код вирусов был заменён на код антивируса Avira, второй раз на фразу «Stupid Locky» (рус. Дурацкий Locky). В 2020 году Microsoft объявила о ликвидации ботнета совместными усилиями правоохранительных органов 35 стран и фирм, занимающимися интернет-безопасностью.

## Распространявшиеся через ботнет вирусы
- Locky — программа-вымогатель
- Dridex — шпионская программа, до создания Necurs имела собственный ботнет, но тот был ликвидирован в 2015 году[6]
- Bart — программа-вымогатель
- RockLoader — программа для скачивания Bart